# Ib Asger Olsen
Ib Asger Olsen (14. april 1935 i Draaby ved Ebeltoft – 20. december 2013) var en dansk landskabsarkitekt og professor.
Han tog præliminæreksamen 1951 og blev først uddannet gartner i 1955 og var på Beder Gartnerskole 1957-58. Olsen videreuddannede sig i 1961 til hortonom ved Den Kongelige Veterinær- og Landbohøjskole og i 1967 til landskabsarkitekt ved Kunstakademiets Arkitektskole. Han var ansat hos Erik Mygind fra 1962 til 1965, og fra 1966 til 1971 havde han job på Sven-Ingvar Anderssons tegnestue og gik dernæst solo med egen arkitektvirksomhed (sammen med Per Stahlschmidt fra 1973).
Samtidig virkede Olsen som underviser: Han var undervisningsassistent på Sveriges lantbruksuniversitet 1974-78, på Kunstakademiets Arkitektskole 1979-87 og 1991-94 samt forskningsadjunkt på Den Kongelige Veterinær- og Landbohøjskole 1987-91, hvor han også var censor 1991-94.
I 1994 blev Ib Asger Olsen professor i landskabsarkitektur på Institut for Økonomi, Skov og Landskab ved Landbohøjskolen, hvilket han var til 2003, og i 2004 modtog han æresdoktorgraden fra Sveriges lantbruksuniversitet. Han var æresmedlem af Danske Landskabsarkitekter, af hvis styrelse han var medlem 1972-76.
Inden for sit fag redigerede han tidsskrifter, bl.a. som medlem af Landskabs redaktionsudvalg 1963-68, og skrev en række bøger. Han var fagdommer i adskillige arkitektkonkurrencer.
Han blev gift 23. august 1958 i Draaby med sparekasseassistent, senere pædagog Hanne Hammershøj (født 3. marts 1936 i Draaby ved Ebeltoft), datter af førstelærer Anders Ole Hans Christen Hammershøj (død 1965) og hustru Johanne Helene født Jensen (død 1982).